# Tlogoguwo
Tlogoguwo is een bestuurslaag in het regentschap Purworejo van de provincie Midden-Java, Indonesië. Tlogoguwo telt 3423 inwoners (volkstelling 2010).